# 星北斗
星 北斗（ほし ほくと、1964年3月18日 - ）は、日本の政治家、医師、病院理事長。自由民主党所属の参議院議員（1期）、自由民主党福島県支部連合会会長。

## 来歴
福島県郡山市出身。福島県立安積高等学校、東邦大学医学部卒業。大学卒業後の1989年4月に厚生省の医系技官になり、秋田県保健福祉部技術吏員、労働省労働基準局安全衛生部化学物質調査課係長を歴任した後、1995年には阪神・淡路大震災の現地対策班に参加した。1996年にハーバード大学公衆衛生大学院の客員研究員を1年間務め、1998年に郡山市の星総合病院の副理事長、1999年にポラリス保健看護学院の学院長を務めた。
2000年から2004年3月までは日本医師会常任理事。2001年に東邦大学医学部客員教授、2002年に日本看護学校協議会常任理事、2005年に福島県医師会常任理事、2008年に福島県立医科大学臨床准教授、財団法人星総合病院理事長、2012年に公益財団法人星総合病院理事長、2015年に福島県医師会副会長、2017年に日本看護学校協議会副会長、2020年に福島県立医科大学臨床教授を務めた。また、2006年から2015年3月までに郡山医師会理事を務めた。
また、東日本大震災発生後は福島県医師会の役員として、福島県「県民健康管理調査」検討委員、福島県「県民健康調査」検討委員会座長を務めた。
2021年12月18日、次期参議院議員選挙に自由民主党公認で立候補する意向を表明した。
2022年3月5日、立憲民主党福島県連は次期参院選・福島県選挙区（改選数1）をめぐり、フリーアナウンサーの小野寺彰子を野党統一候補として無所属で擁立する方針を決定した。同年6月22日、第26回参議院議員通常選挙が公示。福島県選挙区には星ら5人が立候補した。同日、岸田文雄首相は福島県入りし、福島市の農産物直売所で第一声を上げた。さらに7月5日、安倍晋三が郡山市、田村市、小野町の3か所で応援演説を行った。同日、自民党は8日の岸田の郡山市での応援演説を決定。福島を重点地区ととらえ、大物議員を次々に投入した（奈良市での銃撃事件の発生を受け、岸田の来援は中止）。7月10日、投開票。星は小野寺ら4候補を破り、初当選を果たした。
2024年9月27日に行われた自民党総裁選挙において林芳正の推薦人に名を連ねた。1回目の投票では林に投じ、得票数1位の高市早苗と2位の石破茂が進んだ決選投票では石破に投じた。
同年12月6日、衆院選で落選した亀岡偉民に代わり自民党福島県連会長に就任した。

## 政策・主張

### 憲法
- 憲法改正について、2022年のNHK、毎日新聞社のアンケートで「賛成」と回答[15][16]。
- 9条改憲について、2022年の毎日新聞社のアンケートで「改正して、自衛隊の存在を明記すべきだ」と回答[16]。9条への自衛隊の明記について、2022年のNHKのアンケートで「賛成」と回答[15]。
- 憲法を改正し緊急事態条項を設けることについて、2022年のNHKのアンケートで「賛成」と回答[15]。

### 外交・安全保障
- 敵基地攻撃能力を持つことについて、2022年のNHKのアンケートで「どちらかと言えば賛成」と回答[15]。
- 普天間基地の辺野古移設について、2022年の毎日新聞社のアンケートで「どちらかと言えば賛成」と回答[16]。
- ロシアは2022年2月24日、ウクライナへの全面的な軍事侵攻を開始した[17]。日本政府が行ったロシアに対する制裁措置についてどう考えるかとの問いに対し、2022年のNHKのアンケートで「適切だ」と回答[15]。同年の毎日新聞社のアンケートで「制裁をより強めるべきだ」と回答[16]。
- 2022年6月7日、政府は経済財政運営の指針「骨太方針」を閣議決定した。NATO加盟国が国防費の目標としている「GDP比2％以上」が例示され、防衛力を5年以内に抜本的に強化する方針が明記された[18]。「防衛費を今後どうしていくべきだと考えるか」との問いに対し、2022年のNHKのアンケートで「ある程度増やすべき」と回答[15]。
- 徴用工訴訟問題や慰安婦問題などをめぐり日韓の対立が続くなか、関係改善についてどう考えるかとの問いに対し、2022年の毎日新聞社のアンケートで「韓国政府がより譲歩すべきだ」と回答[16]。

### ジェンダー
- 選択的夫婦別姓制度の導入について、2022年の毎日新聞社のアンケートで「反対」と回答[16]。同年のNHKのアンケートで「どちらかと言えば反対」と回答[15]。
- 同性婚を可能とする法改正について、2022年の毎日新聞社のアンケートで「反対」と回答[16]。同年のNHKのアンケートで回答しなかった[15]。
- クオータ制の導入について、2022年のNHKのアンケートで「どちらかと言えば反対」と回答[15]。

### その他
- アベノミクスについて、2022年の毎日新聞社のアンケートで「評価するが、修正すべきだ」と回答[16]。
- 「原子力発電への依存度を今後どうするべきか」との問題提起に対し、2022年のNHKのアンケートで「今の程度でよい」と回答[15]。
- 国会議員の被選挙権年齢の引き下げについて、2022年の毎日新聞社のアンケートで「賛成」と回答[16]。

## 人物
- 2022年の参院選の選挙期間中、世界平和統一家庭連合（旧統一教会）の教会を訪れ、複数回にわたり教団の集会に参加した。当選後の同年8月3日、星は取材に対し、「旧統一教会という認識ではなく、私は家庭連合と言って、非常に家庭の人を大事にしている宗教だと聞いておりました」と答えた[19][20]。

## 支援団体
- 全国たばこ販売政治連盟（2022年参院選組織推薦候補者）[21]

## 選挙歴
| 当落 | 選挙                     | 執行日         | 年齢 | 選挙区       | 政党       | 得票数     | 得票率 | 定数 | 得票順位 /候補者数 | 政党内比例順位 /政党当選者数 |
| ---- | ------------------------ | -------------- | ---- | ------------ | ---------- | ---------- | ------ | ---- | ------------------ | ---------------------------- |
| 当   | 第26回参議院議員通常選挙 | 2022年07月10日 | 58   | 福島県選挙区 | 自由民主党 | 41万9701票 | 51.58% | 1    | 1/5                | /                            |